# Pontificium Collegium Germanicum et Hungaricum de Urbe
Koordinaten: 41° 54′ 17,9″ N, 12° 29′ 29,5″ O
Das Pontificium Collegium Germanicum et Hungaricum de Urbe (Kurzbezeichnung: Collegium Germanicum et Hungaricum) ist ein aus der 1580 erfolgten Zusammenlegung des Collegium Germanicum und des Collegium Hungaricum hervorgegangenes Priesterseminar in Rom.
Umgangssprachlich wird das Kolleg meist einfach als „Germanicum“ bezeichnet. Die ins Kolleg aufgenommenen Priesteramtskandidaten und ehemalige Kollegiaten nennt man daher auch „Germaniker“. Sie besuchen in der Regel als Studenten die Päpstliche Universität Gregoriana. Jährliche Treffen der Alt- und Jung-Germaniker werden zahlreich besucht.

## Geschichte
Das Collegium Germanicum wurde am 31. August 1552 von Papst Julius III. mit der Bulle Dum sollicita gegründet. Um die Errichtung bemühten sich Kardinal Giovanni Morone und Ignatius von Loyola. Letzterer eröffnete das Kolleg am 28. Oktober 1552. Die Leitung wurde Pedro de Ribadeneira übertragen. Bei der Gründung stand die Abwehr der Reformation, eine Verbesserung der theologischen Ausbildung und die Heranbildung romtreuer Priester im Vordergrund. „Aus den vom Glauben gefährdeten Gebieten des Heiligen Römischen Reiches Deutscher Nation“ sollten „furchtlose Kämpfer für den Glauben“ herangebildet werden, preti riformati („reformierte Priester“), d. h. Priester aus einem neuen Geist.

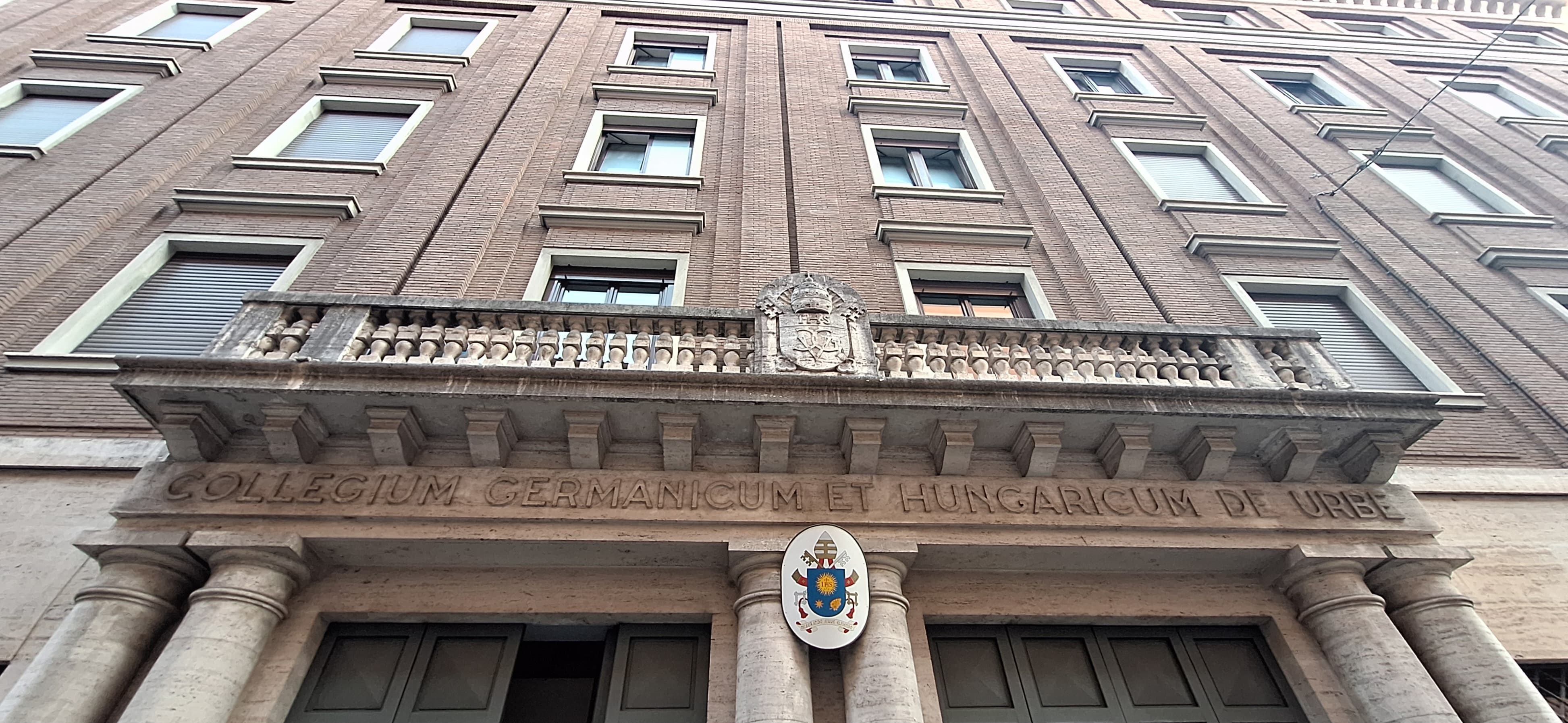
Sitz heute

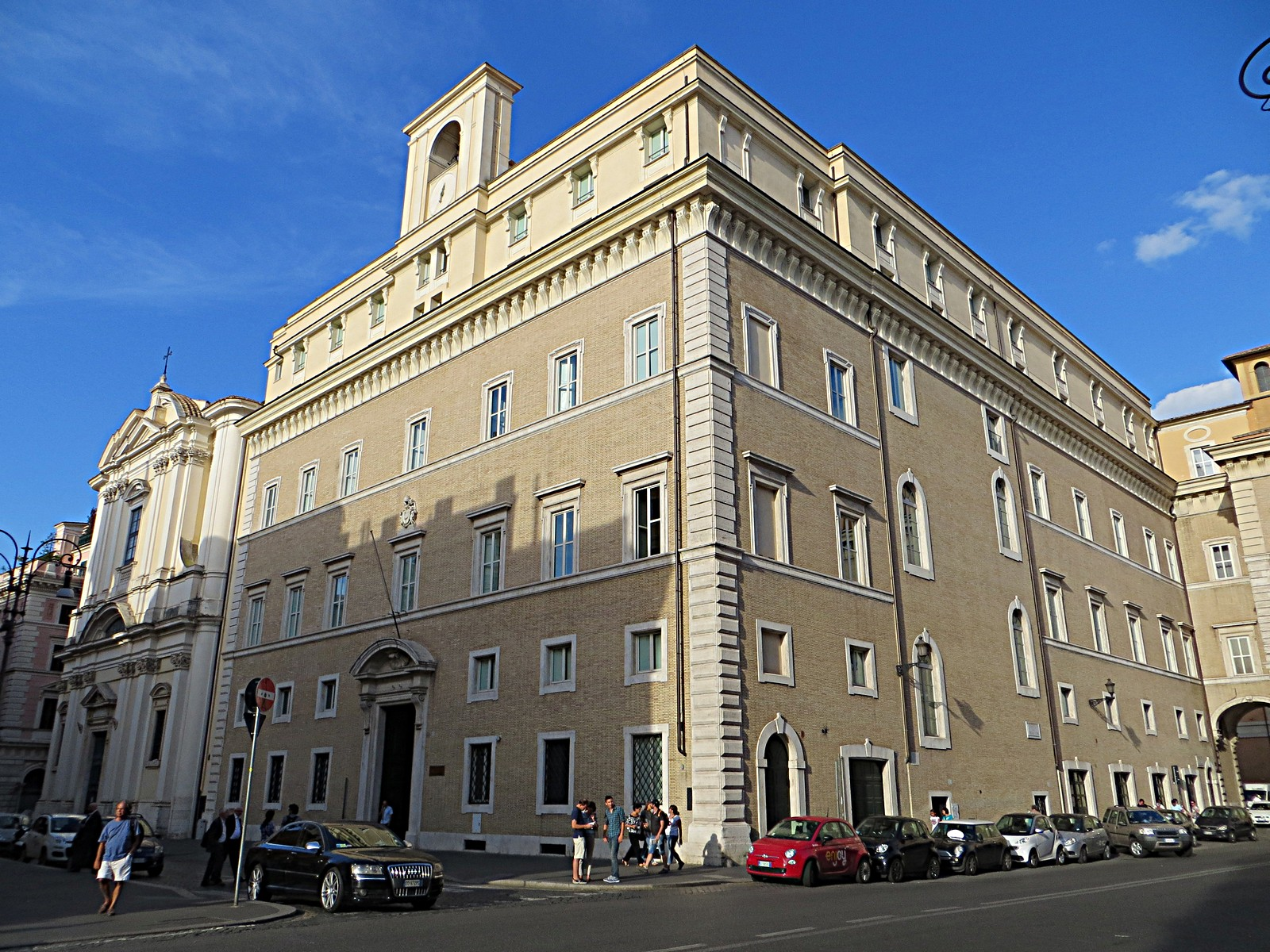
Sitz bis 1798

1580 vereinigte Gregor XIII. das Collegium Germanicum mit dem 1578 gegründeten Collegium Hungaricum; seither führt es den Namen Pontificium Collegium Germanicum et Hungaricum de Urbe. Seinen Sitz hatte es bei Sant’Apollinare. Nach der Aufhebung des Jesuitenordens im Jahr 1773 wurde es von Weltpriestern weitergeführt.
Da Kaiser Joseph II. im Jahr 1781 den Studenten seines Herrschaftsbereichs das Studium in Rom verbot und die Stadt in der Folgezeit von französischen Soldaten besetzt wurde, musste das Kolleg im Jahr 1798 geschlossen werden. Unter Pius VII. wurde es 1818 am heutigen Ort wiedereröffnet. 1824 reorganisierte Papst Leo XII. das Kolleg, band es noch stärker an die Jesuiten und gab ihm seine gegenwärtige Form. Wegen der damaligen Vorbehalte gegen Jesuiten wurden Germaniker in Deutschland (außer im Königreich Bayern) bis 1918 nur sehr selten zu Bischöfen gewählt. Papst Gregor XVI. gewährte 1842 dem Kanton Schwyz einen ständigen Platz im Seminar.
Das Gut von San Pastore befindet sich seit dem Jahr 1845 im Besitz des Collegiums Germanicum und dient als Rückzugs- und Erholungsort.
Wegen der traditionellen kardinalsroten Talare, die die Kardinäle der Legende nach an ihre Zahlungsverpflichtungen gegenüber dem Kolleg erinnern sollten, wurden die Germaniker von den Römern auch gamberi cotti (gekochte Krebse) oder cardinaletti (Kardinälchen) genannt.
Im Ersten Weltkrieg musste das Kolleg von 1915 bis 1919 ins Canisianum nach Innsbruck verlegt werden. Bis zu einer von Papst Pius XI. veranlassten Reform der Studienordnung wurde Germanikern, die den regulären Studienabschluss verlangt hatten, auch ohne die üblichen Erfordernisse einer Promotion der Titel eines „Dr. theol. et phil.“ (Doktor der Theologie und der Philosophie) verliehen.
Nach dem Fall des Eisernen Vorhangs im Jahr 1989 konnte die ursprüngliche Internationalität des Kollegs wiederhergestellt werden.

## Rektoren
- Ivo Zeiger SJ (1939–1948)
- Franz von Tattenbach SJ (1953–1959)
- Johannes Schasching SJ (1966–1969)
- Claudius Mayer-Lauingen  SJ (1969–1973)
- Georg Mühlenbrock SJ (1973–1979)
- Johannes Günter Gerhartz SJ (1992–1998)
- Franz Meures SJ (2005–2011)
- Benedikt Lautenbacher SJ (2011–2015)
- Stefan Dartmann SJ (2015–2021)
- Gernot Wisser SJ, seit 31. Juli 2021[7][8]

## Bekannte Alumni
- Eduard Achermann (1928–2004)
- Stephan Ackermann (* 1963)
- Sebastian Anneser (1939–2018)
- Béla H. Bánáthy
- Wolfgang Beinert (* 1933)

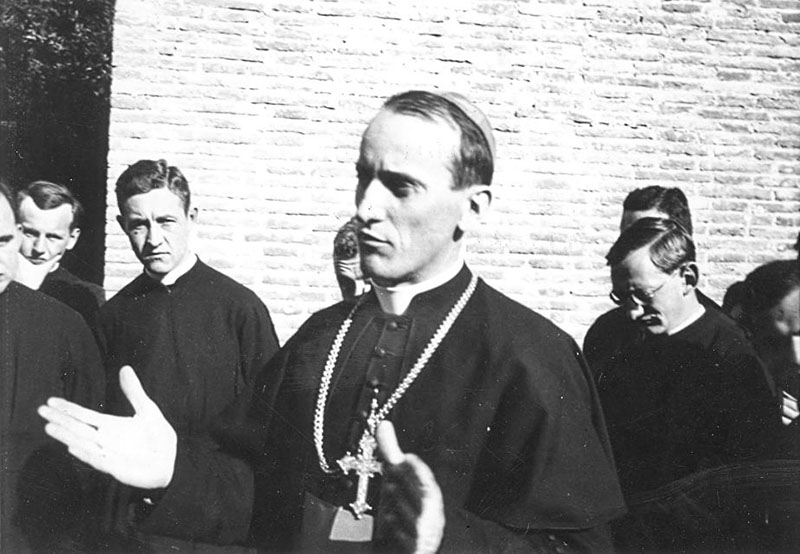
Alojzije Stepinac im Germanicum im Jahr 1935

- Peter Cornelius Beyweg (1670–1744)
- Kaspar Brack († 1618)
- Karl Braun (* 1930)
- Johann Cobenzl (um 1530–1594)
- Franz Seraph von Dietrichstein (1570–1636)
- Karlheinz Diez (* 1954)
- Julius Döpfner (1913–1976)
- Constantin Maria von Droste zu Hülshoff (1841–1901)
- Martin von Dunin (1774–1842)
- Victor H. Elbern (1918–2016)
- Erwin Josef Ender (1937–2022)
- Isidor Markus Emanuel (1905–1991)
- Jörg Ernesti (* 1966)
- Augustinus Fink (vor 1656–1720)
- Gerhard Fittkau (1912–2004)
- Friedrich Förner (um 1568–1630)
- Alexander Frison (1875–1937)
- John Gibbons
- Hans-Georg Gradl (* 1973)
- Gisbert Greshake (* 1933)
- Gerhard Gruber (* 1928)
- Holger Gzella (* 1974)
- Herbert Haag (1915–2001)
- Andreas Stanislaus von Hatten (1763–1841)
- Marquard Herrgott (1714–1718)
- Karl Hillenbrand (1950–2014)
- Paul Hoffaeus (um 1525–1608)
- Joseph Höffner (1906–1987)
- Hugo Hurter (1832–1914)
- Wilhelm Imkamp (* 1951)
- Robert Johnson
- Franz Jung (* 1966)
- Ludwig Kaas (1881–1952)
- Marko von Križevci (geboren als Marko Stjepan Krizin) (um 1589–1619)
- Kurt Krenn (1936–2014)
- Franz König (1905–2004)
- Hans Küng (1928–2021)
- Johann Jakob von Lamberg (1561–1630)
- Michael Landau (* 1960)
- Karl Lehmann (1936–2018)
- Johann Balthasar Liesch von Hornau (1592–1661)
- Adolf Franz Friedrich von der Lippe (1672–1752)
- Ignaz Stanislaus von Mathy (1765–1832)
- Johann Maier (1906–1945)
- Willibald Apollinar Maier (1823–1874)
- Bertram Meier (* 1960)
- Michael Menke-Peitzmeyer (* 1964)
- Vitus Miletus (1549–1618)
- Christoph Ohly (* 1966)
- Franz-Josef Overbeck (* 1964)
- Johann Jakob Rabus (um 1545–1584/1587)
- Albert Rauch (1933–2015)
- Franz Heinrich Reinerding (1814–1880)
- Karl August von Reisach (1800–1869)
- Andreas Rellstab
- Theodore Romscha (1911–1947)
- Alfred Saltzgeber (1872–1936)
- Mathias Joseph Scheeben (1835–1888)
- Wolfgang M. Schröder (* 1968)
- Achim Schütz
- Josef Stadler (1843–1918)
- Alojzije Stepinac (1898–1960)
- Franjo Šeper (1905–1981)
- Bela Tonković
- Anton Rauscher (1928–2020)
- Peter Schallenberg (* 1963)
- Eberhard Schockenhoff (1953–2020)
- Joseph Damian Schmitt (1858–1939)
- Thomas Schwartz (* 1964)
- Friedrich Schwendimann (1867–1947)
- Ignatius von Senestrey (1818–1906)
- Romanus Vogler (1636–1695)
- Peter Walter (1950–2019)
- Friedrich Wetter (* 1928)
- Karl-Heinz Wiesemann (* 1960)
- Armin G. Wildfeuer (* 1960)
- Andreas Wollbold (* 1960)
- Nikolaus Wyrwoll (* 1938)
- Stefan Zekorn (* 1959)
- Erich Zenger (1939–2010)